# Josef Hušbauer
Josef Hušbauer (Hradištko, 16 maart 1990) is een Tsjechisch voetballer die doorgaans als middenvelder speelt. Hij verruilde Sparta Praag in januari 2016 voor Slavia Praag. Hušbauer debuteerde in 2012 in het Tsjechisch voetbalelftal.

## Carrière
Hušbauer debuteerde in 2008 in de 1. česká fotbalová liga in het shirt van Viktoria Žižkov. Nadat hij hier mee degradeerde, verhuurde de club hem in september 2009 aan 1. FK Příbram. Zo bleef hij zelf wel actief op het hoogste niveau. Hušbauer wekte dat seizoen de interesse van Baník Ostrava. Dat lijfde hem in juli 2010 in.
Na één jaar bij Baník Ostrava tekende Hušbauer bij Sparta Praag, de nummer twee van Tsjechië in het voorgaande seizoen. Hiermee werd hij in het seizoen 2013/14 voor het eerst in zijn carrière landskampioen. Hij droeg hier aan bij met onder meer achttien doelpunten. Hiermee werd hij dat seizoen topscorer van de Tsjechische competitie. Hušbauer won dat seizoen ook de nationale beker met Sparta Praag. Hij maakte in de finale tegen Viktoria Pilsen het enige doelpunt van zijn team en benutte ook een strafschop in de beslissende penaltyreeks.
Sparta Praag verhuurde Hušbauer in januari 2015 voor een halfjaar aan Cagliari. Tijdens zijn verblijf hier bleef het bij een wedstrijd in de Coppa Italia en twee invalbeurten in de Serie A. Na zijn terugkeer speelde hij nog een half seizoen voor Sparta Praag, waarna hij in januari 2016 overstapte naar Slavia Praag.

## Interlandcarrière
Hušbauer debuteerde op 15 augustus 2012 onder bondscoach Michal Bílek in het Tsjechisch voetbalelftal, in een oefeninterland in en tegen Oekraïne (0–0). Hij kwam toen in de 84e minuut in het veld als vervanger voor Petr Jiráček. Zijn eerste interlanddoelpunt volgde op 21 mei 2014. Hij maakte toen de 2–2 in een in diezelfde cijfers geëindigde oefeninterland in en tegen Finland. Hušbauer behoorde niet tot de selectie van bondscoach Pavel Vrba voor het EK 2016. Bondscoach Karel Jarolím riep hem op 22 maart 2017 voor het eerst na ruim 22 maanden afwezigheid weer op voor het nationale elftal. Onder diezelfde Jarolím was Hušbauer op 10 september 2018 voor het eerst aanvoerder van het nationale elftal. Tsjechië verloor die dag met 5–1 in een oefeninterland in en tegen Rusland.

## Erelijst
| Competitie                        |              |              |              |              |
| Competitie                        | Aantal       | Jaren        |              |              |
| Sparta Praag                      | Sparta Praag | Sparta Praag | Sparta Praag | Sparta Praag |
| --------------------------------- | ------------ | ------------ | ------------ | ------------ |
| 1. česká fotbalová liga           | 1×           | 2013/14      |              |              |
| Pohár ČMFS                        | 1×           | 2013/14      |              |              |
| Tsjechische supercup              | 1×           | 2014         |              |              |
| Slavia Praag                      |              |              |              |              |
| 1. česká fotbalová liga           | 1×           | 2016/17      |              |              |
| Pohár ČMFS                        | 1×           | 2017/18      |              |              |
| Individueel                       |              |              |              |              |
| Topscorer 1. česká fotbalová liga | 1×           | 2013/14      |              |              |